# تود برغر
تود برغر (بالإنجليزية: Todd Burger)‏ هو لاعب كرة قدم أمريكية أمريكي، ولد في 20 مارس 1970 في Clark, New Jersey ‏ في الولايات المتحدة.

## وصلات خارجية
- تود برغر على موقع مرجع كرة القدم المحترفة.كوم (الإنجليزية)